# 최인호의 야색
"최인호의 야색"은 한국에서 제작된 변장호 감독의 1982년 영화이다. 차화연 등이 주연으로 출연하였고 임원식 등이 제작에 참여하였다.

## 출연

### 주연
- 차화연
- 신영일
- 김동현
- 윤일봉

## 기타
- 조명: 마용천
- 녹음: 이재웅
- 미술: 이명수